# 对叶景天属
对叶景天属（学名：Chiastophyllum），是景天科下的一个属。该属只有一个物种，开的花为黄色小花，成稻穗状，较为耐阴，耐寒，不适合暴晒。
本属的惟一种现在称为Umbilicus oppositifolius，原有的种名Chiastophyllum oppositifolium 目前还是很多人用的，特别是园艺界，这就像是仙人掌科很多被合并的物种依然使用原有的名称一样。 

## 下属物种
- 对叶景天 Chiastophyllum oppositifolium